# 백그라운드 프로세스
백그라운드 프로세스(background process)는 사용자의 개입 없이 보이지 않는 뒷편(behind the scenes)에서 실행 중인 컴퓨터 프로세스이다. 이러한 프로세스를 위한 일반적인 작업에는 로그 처리, 시스템 모니터링, 스케줄링, 데이터 업데이트(updating data in the background) 등이 있다.

## 윈도우 서비스
윈도우 NT 계열 운영 체제에서 윈도우 서비스는 전용 백그라운드 프로세스이다. 윈도우 서비스는 윈도우 서비스를 관리하는 구성 요소인 서비스 제어 관리자의 인터페이스 규칙과 규약을 준수하여야 한다.
윈도우 서비스를 관리하는 세 가지 주요 수단은 다음과 같다:
1. 마이크로소프트 관리 콘솔용 서비스 스냅인
2. sc.exe
3. 윈도우 파워셸

## 데몬
데몬은 백그라운드에서 연속적으로 실행되도록 설계된 백그라운드 프로세스의 일종으로, 발생 이벤트나 충족되는 조건을 대기한다. 이러한 프로세스들은 일반적으로 최소한의 시스템 리소스를 사용하며 사용자로부터의 입력을 거의 필요로 하지 않는 작업들을 수행한다. daemon 기능과 함께 시작되면, 데몬들은 부모 터미널로부터 분리된다.

## 같이 보기
- 일괄 처리